# 浙江农林大学暨阳学院
浙江农林大学暨阳学院是位于中華人民共和國浙江省紹興市诸暨市的一所民办本科独立学院。现由浙江农林大学、诸暨市教育发展投资有限公司联合举办。占地面积542.498亩。

## 历史
2000年，浙江林学院创办公有民办二级学院浙江林学院天目学院。2011年，浙江省诸暨市教育发展投资有限公司入股學校運營。2013年9月，學校從临安市搬遷至诸暨市。2014年5月，学院更名为浙江农林大学暨阳学院。
2021年6月6日，浙江农林大学发布公告，宣布浙江农林大学暨阳学院不与高职院校进行合并转设，办学性质不改变为职业教育本科。

## 外部連結
- 官方网站